# Poortsteen

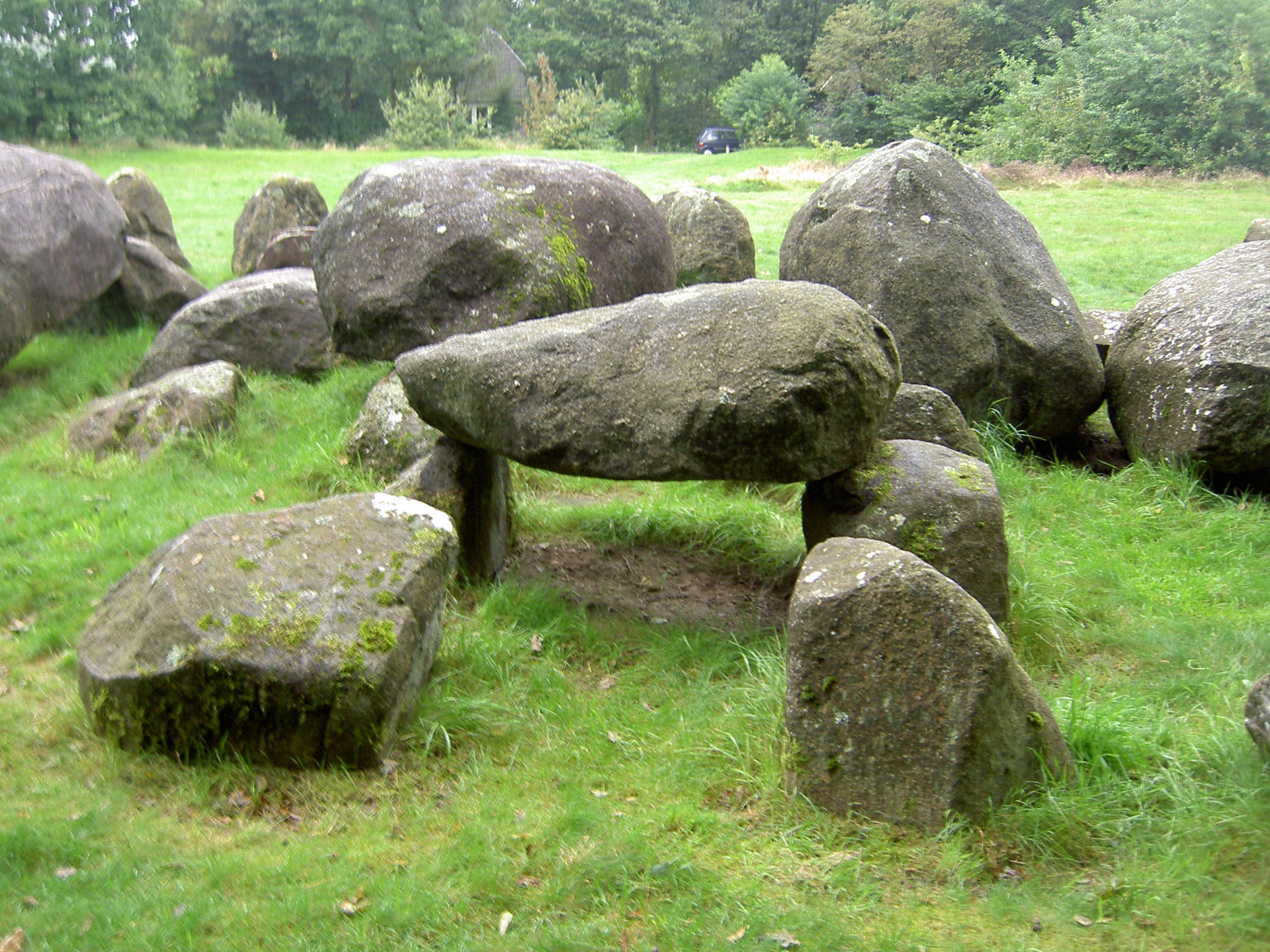
Hunebed D20 heeft nog poortzijstenen en een poortdeksteen

Een poortsteen is een onderdeel van een hunebed of dolmen.
Er zijn twee soorten poortstenen: poortzijstenen en poortdekstenen. De poortzijstenen vormen een poort naar de eigenlijke grafkamer, deze poort wordt afgedekt door poortdekstenen. Het hunebed werd afgedekt door een aarden dekheuvel.

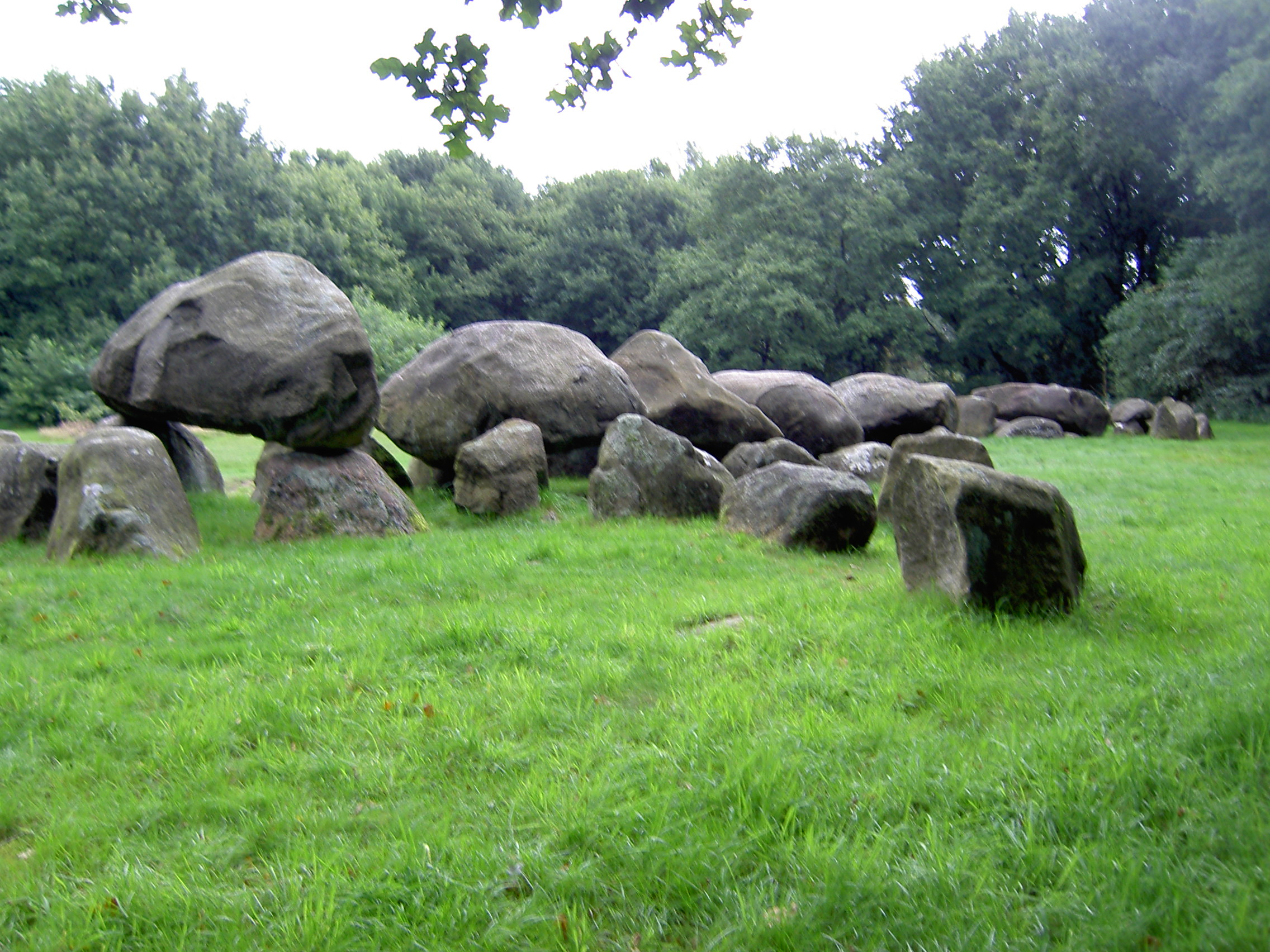
Vier poortzijstenen en nabij de poort ligt een poortdeksteen (vooraan rechts), hunebed D19
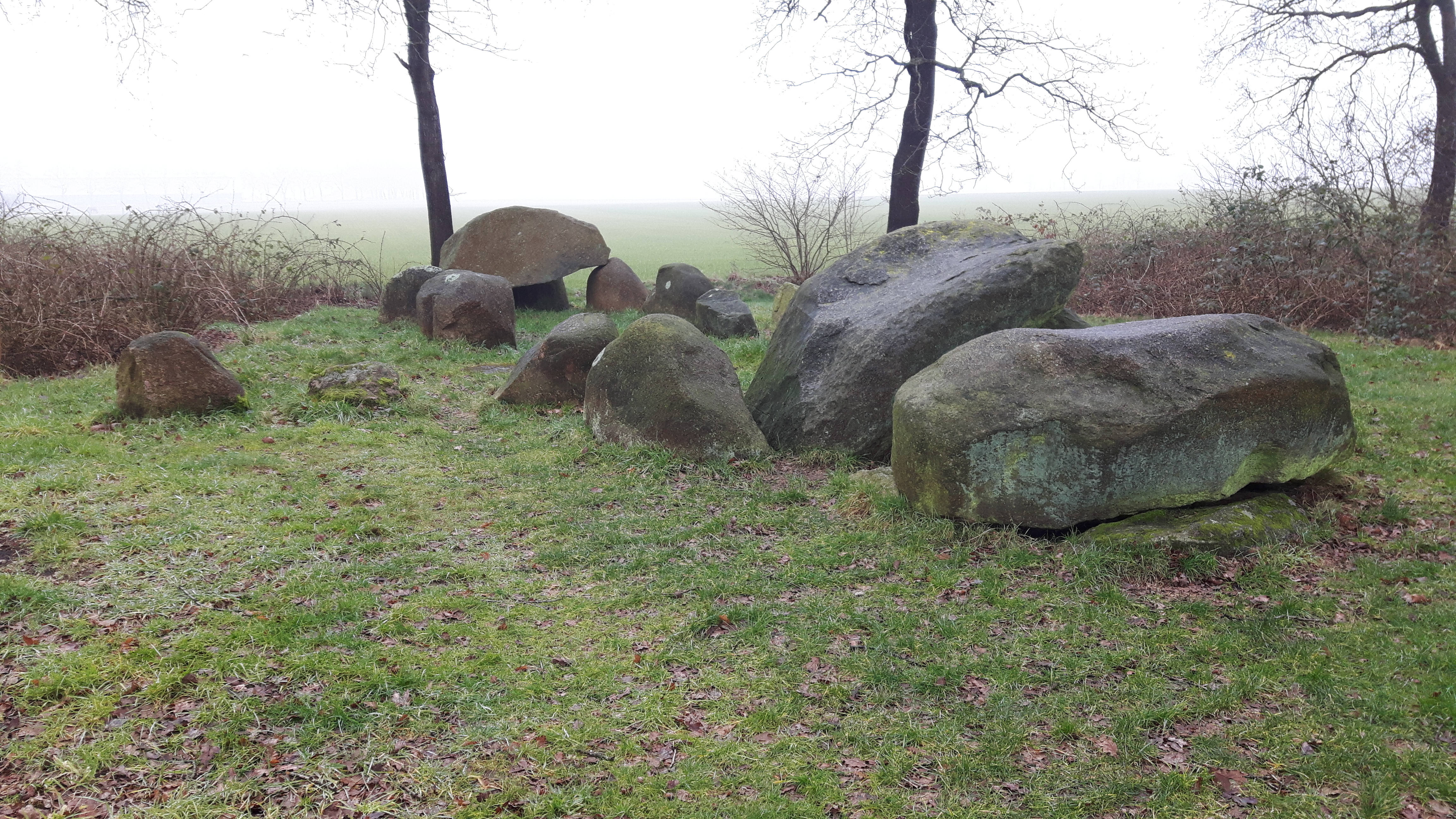
D51 heeft nog drie poortzijstenen (links op de foto)